# بهره آنتن

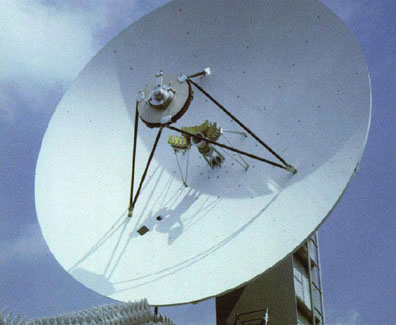
یک دیش آنتن یا ماهواره دریافت سیگنال

در الکترومغناطیس و انتشار امواج، بهرهٔ توان آنتن (به انگلیسی: Antenna Power Gain)، یا ساده‌تر، بهرۀ آنتن، یکی از ویژگی‌های اساسی آنتن است که بازده الکتریکی آنتن (به انگلیسی: electrical efficiency) و جهت‌داری (به انگلیسی: Directivity) آن را در قالب یک پارامتر (یک عدد) ترکیب می‌کند؛ بازده الکتریکی آنتن، نسبت توان تابش‌‌شده از آنتن (به صورت امواج الکترومغناطیسی) به توان الکتریکی داده‌شده به آنتن است، و جهت‌داری آنتن، توان تابشی‌ آنتن در جهتی مشخص در فضا را نشان می‌دهد. وقتی جهت مشخصی در نظر نباشد، بهرۀ آنتن به بیشترین مقدار آن اشاره می‌کند، و وقتی بهره آنتن به صورت تابعی از جهت انتشار در فضا بیان شود، الگوی تابشی آنتن (پترن آنتن) به دست می‌آید.
نسبت بیشترین توان منتشرشدۀ (امواج الکترومغناطیسی) میدان دور آنتن به توان منتشرشدۀ  آنتن همسانگرد (به انگلیسی: Isotropic antenna) بی‌اتلاف (که بنا به تعریف، در همه جهت‌ها، یکسان تابش‌ می‌کند و اتلاف توان ندارد)، بهرۀ آنتن نام دارد. معمولا این نسبت بر حسب دسی‌بل بیان شده، به صورت دسی‌بل همسانگرد (dBi) نشان داده‌می‌شود. اگر آنتن با آنتن دوقطبی نیم‌موج بی‌اتلاف مقایسه شود، واحد بهرۀ آنتن به صورت dBd نوشته می‌شود. از آنجا که بهرهٔ آنتن دوقطبیِ بی‌اتلاف برابر 2.15 dbi است، رابطهٔ این‌ها به این صورت می‌شود:
{\displaystyle {\textrm {Gain(dBd)}}={\textrm {Gain(dBi)}}-2.15}‌
در یک فرکانس مشخص، منطقه مؤثر آنتن متناسب با ریشهٔ دوم بهرهٔ آنتن در فرکانس ویژه و مقاومت تابشی‌ است. بر پایه قضیه تقابل یا دوگانی (به انگلیسی: Duality) در آنتن‌ها، بهرهٔ آنتن در فرستندگی و گیرندگی، یکسان است.
بهرهٔ جهت‌دار (به انگلیسی: Directive Gain) یا جهت‌داری آنتن، لزوماً بازده الکتریکی آن را نشان نمی‌دهد، و گاهی کاربرد آن در حالت گیرندگی آنتن مناسب‌تر است، به گونه‌ای که توانایی آنتن برای دریافت امواج از یک جهت مشخص و عدم دریافت امواج تداخل‌گر از جهت‌های دیگر، در نظر است.

## بهرهٔ توان
بهرهٔ توان (یا بهره) یک کمیّت بدون واحد است که با بازده آنتن Eantenna  و جهت‌داری آن (D) رابطه دارد:
{\displaystyle G=E_{\textrm {antenna}}\cdot D}
بهرۀ جهت‌دار، در یک جهت مشخص {\displaystyle \theta } و {\displaystyle \phi } (در مختصات کروی)، عبارت است از:
{\displaystyle G(\theta ,\phi )=E_{\textrm {antenna}}\cdot D(\theta ,\phi )}
که {\displaystyle D(\theta ,\phi )} بهرهٔ جهت‌دار آنتن است. بهرهٔ جهت‌دار نسبت توان تابشی‌ در یک جهت مشخص را به توان یک آنتن همسانگرد نشان می‌دهد به گونه‌ای که توان الکتریکی‌ داده‌شده‌ به آنها یکسان باشد. این بهره، بازده آنتن را نادیده می‌گیرد.
شدت تابش‌ {\displaystyle U(\phi ,\theta )}، توان تابش‌‌شده را در در هر جهت فضایی ({\displaystyle \phi } و {\displaystyle \theta }) بیان می‌کند. بهرۀ توان در یک جهت مشخص، به صورت زیر محاسبه می‌شود:
{\displaystyle G={\frac {U}{P_{\rm {in}}/4\pi }}}
که Pin توان الکتریکی است که وارد آنتن می‌شود، و
{\displaystyle P_{\rm {in}}=V^{2}\cdot {\textrm {Re}}\left\lbrace {\frac {1}{Z_{\rm {in}}}}\right\rbrace }
که Zin امپدانس ورودی آنتن (فیدپوینت) است.

## نمایش بهرهٔ توان
بهرهٔ آنتن اغلب با دسی‌بل (dB) بیان می‌شود که یک مقیاس لگاریتمی است:
{\displaystyle G_{\textrm {dBi}}=10\ \log _{10}\left(G\right)}
بنابراین،یک آنتن با بهرهٔ توان 5، دارای بهرهٔ 7 dBi است.
ساخت آنتن همسانگرد امکان‌پذیر نیست، بنابراین در عمل، آنتن دیگری برای مقایسه در نظر گرفته‌می‌شود که غالباً آنتن دوقطبی نیم‌موج است. بهرهٔ جهت‌دار آن ۱٫۶۴ و بازده آن تقریباً ۱۰۰٪ است. بنابراین برای جلوگیری از سردرگمی، از عبارت «بهره نسبت به دوقطبی» و علامت dBd به‌جای dBi استفاده می‌شود. بنابراین بهرهٔ حقیقی (نسبت به آنتن همسانگرد) به صورت زیر به دست می‌آید:
{\displaystyle G_{\rm {dBd}}=10\cdot \log _{10}\left({\frac {G}{1.64}}\right)}
به طور کلی:
{\displaystyle G_{\rm {dBd}}=G_{\rm {dBi}}-2.15}

## بهرهٔ جزئی
بهرهٔ جزئی مانند بهرهٔ توان محاسبه می‌شود اما برای یک قطبش ویژه.
این بهره به صورت بخشی از شدت تابش‌ {\displaystyle U} که قطبش خاصی دارد تقسیم بر شدت تابش‌ کلی آنتن همسانگرد محاسبه می‌شود.
{\displaystyle G_{\theta }=4\pi \left({\frac {U_{\theta }}{P_{\mathrm {in} }}}\right)}
{\displaystyle G_{\phi }=4\pi \left({\frac {U_{\phi }}{P_{\mathrm {in} }}}\right)}
{\displaystyle U_{\theta }} و {\displaystyle U_{\phi }} شدت تابش‌ در جهتی خاص مؤلفه میدان E مربوطه هستند.
بهرهٔ کلی یک آنتن مجموع بهره‌های جزئی دو قطبش متعامد است.
{\displaystyle G=G_{\theta }+G_{\phi }}

## مثال
الگوی تابشی‌ یک آنتن بااتلاف از رابطهٔ زیر به دست می‌آید:
{\displaystyle U=B_{0}\,\sin ^{3}(\theta )}
بنابراین حداکثر توان تابشی‌ این آنتن عبارتست از:
{\displaystyle U_{\mathrm {max} }=B_{0}}
توان کل تابش‌‌شده را می‌توان با انتگرال گرفتن روی همهٔ جهت‌ها به دست آورد:
{\displaystyle P_{\mathrm {rad} }=\int _{0}^{2\pi }\int _{0}^{\pi }U(\theta ,\phi )\sin(\theta )\,d\theta \,d\phi =2\pi B_{0}\int _{0}^{\pi }\sin ^{4}(\theta )\,d\theta =B_{0}\left({\frac {3\pi ^{2}}{4}}\right)}
{\displaystyle D=4\pi \left({\frac {U_{\mathrm {max} }}{P_{\mathrm {rad} }}}\right)=4\pi \left[{\frac {B_{0}}{B_{0}\left({\frac {3\pi ^{2}}{4}}\right)}}\right]={\frac {16}{3\pi }}=1.698}
از آنجا که این آنتن، بی‌اتلاف است، بازده تابشی آن برابر با ۱ است. حداکثر بهره عبارت است از:
{\displaystyle G=E_{\rm {antenna}}\,D=(1)(1.698)=1.698}.
{\displaystyle G_{dBi}=10\,\log _{10}(1.698)=2.30\,\mathrm {dBi} }
اگر بهره نسبت به بهرهٔ یک دوقطبی بیان شود:
{\displaystyle G_{dBd}=10\,\log _{10}(1.698/1.64)=0.15\,\mathrm {dBd} }.

## توان تابشی کل
توان تابشی کل (TRP)، توان تابش‌شده در مقایسه با آنتن همسانگرد (به انگلیسی: Isotropic) است.
TRP را می‌توان اندازه‌ گرفت.
TRP را می‌توان برای تعیین اتلاف بدنه (BoL) استفاده کرد. اتلاف بدنه، نسبت TRP بااتلاف و TRP فضای باز است.